# Полет 901A на „Виекес Еър Линк“
Полет 901A на „Виекес Еър Линк“ е международен пътнически полет от летище „Виекес“, Виекес, Пуерто Рико, до Сейнт Крой, Вирджинските острови, Съединените американски щати, управляван от „Виекес Еър Линк“. На 2 август 1984 г. самолетът „Бритън-Норман Айленд“, който изпълнява полета, се разбива в Атлантическия океан и убива всички 8 пътници и 1 член на екипажа на борда. Според механик на летището във Виекес, преди да падне във водата, машината губи височина, но за момент пилотът я връща в нормална траектория, след което се накланя наляво и разбива.
Разследването установява, че пилотът няма достатъчно опит и не е квалифициран да лети като командир на пътнически самолет, като е ограничен само до въздушни чартъри. По-нататъшно разследване разкрива, че левият резервоар за гориво на самолета съдържа гориво от подземен резервоар, замърсен с вода от проливни дъждове, което причинява повреда на двигател № 1. Пилотът се опитва да обърне самолета, но той се накланя в грешната посока, което е и причината да се разбие.
Въпреки изискванията на борда да има спасителни жилетки, такива не са открити от водолазите, но авиокомпанията отрича това. От проверените спасителни жилетки, с които превозвачът разполага, е и установено, че част от тях имат проблеми със системата за надуване. При аутопсията на загиналите става ясно, че смъртта на някои от пътниците е в резултата на удавяне, а не от удара. Открито е също, че инструктажът за безопасност на самолета изобразява „Бритън-Норман Триленд“, а не „Бритън-Норман Айленд“ и че информацията показва неправилно местоположението на превключвателя за надуване и мундщука на типа използвана спасителна жилетка.